# Pont del Regne de València

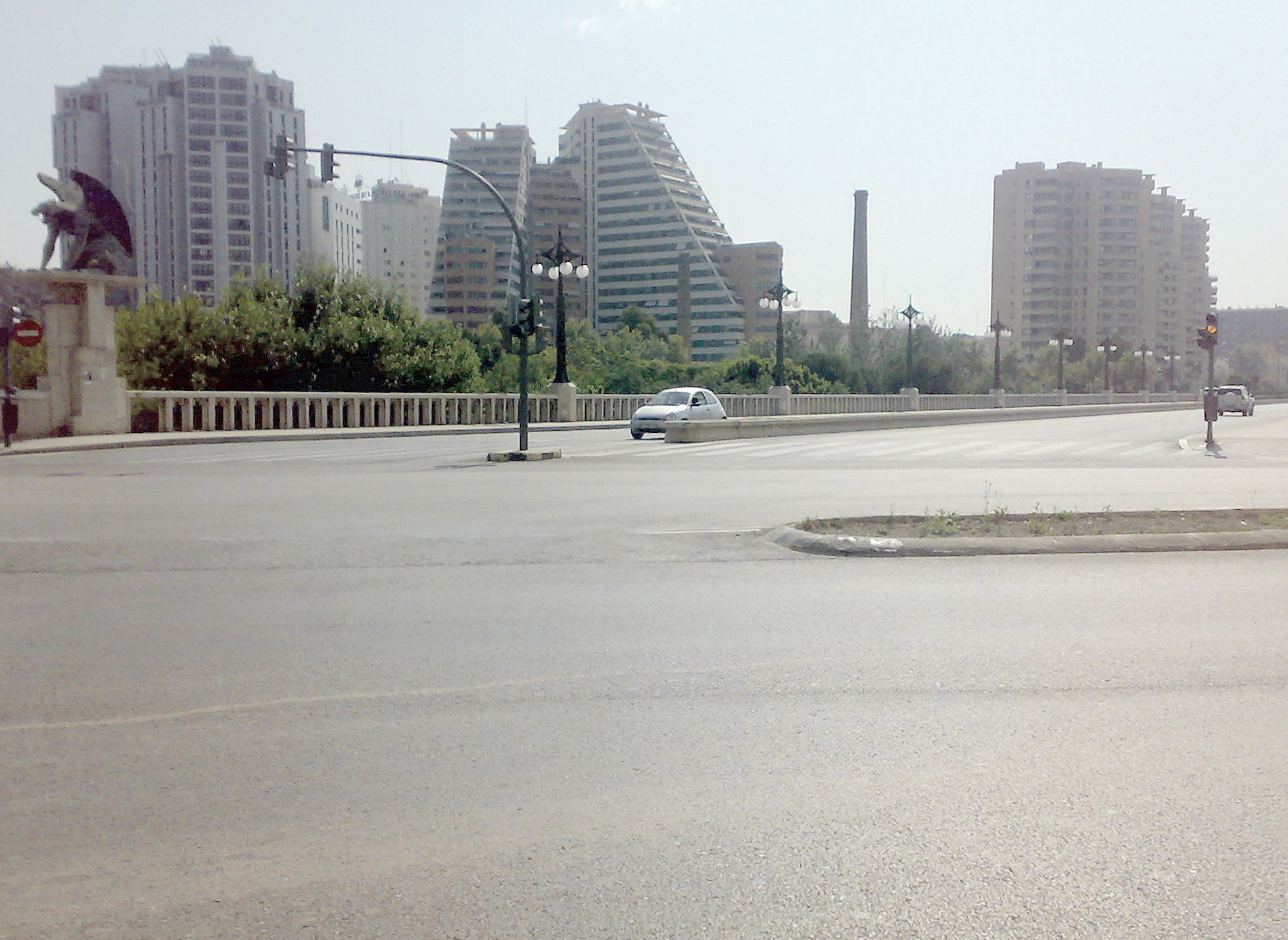
Pont del Regne de València, vist des de l'Escola Universitària de Magisteri Ausiàs March.

El Pont del Regne de València està ubicat a la ciutat de València, i comunica dos grans vies: les avingudes Regne de València i França. És una obra de l'enginyer Salvador Monleón Cremades.

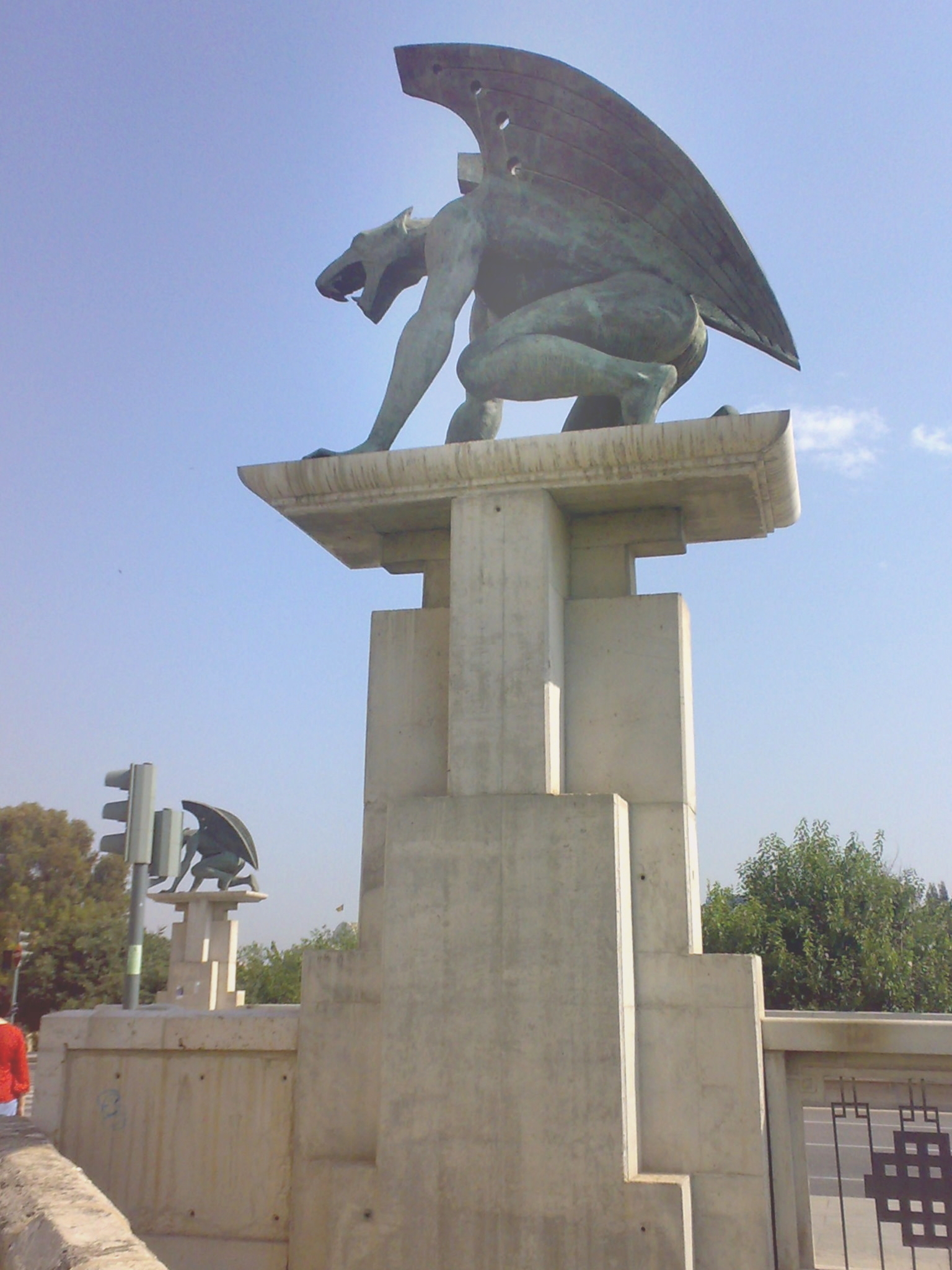
Un de les quatre escultures, obres de l'enginyer Salvador Monleón i de l'escultor Joan Martí.

El pont té una llargada de 220 metres, el més llarg de la ciutat. Les seues dues entrades estan adornades per quatre escultures monumentals en bronze, conjunt escultòric anomenant els guàrdies del Pont
Va ser inaugurat el desembre del 1999 per l'alcaldessa Rita Barberà.